# Thuso Phala
Thuso Phala (Soweto, 27 maggio 1986) è un ex calciatore sudafricano, di ruolo centrocampista.